# Milavečská kultura

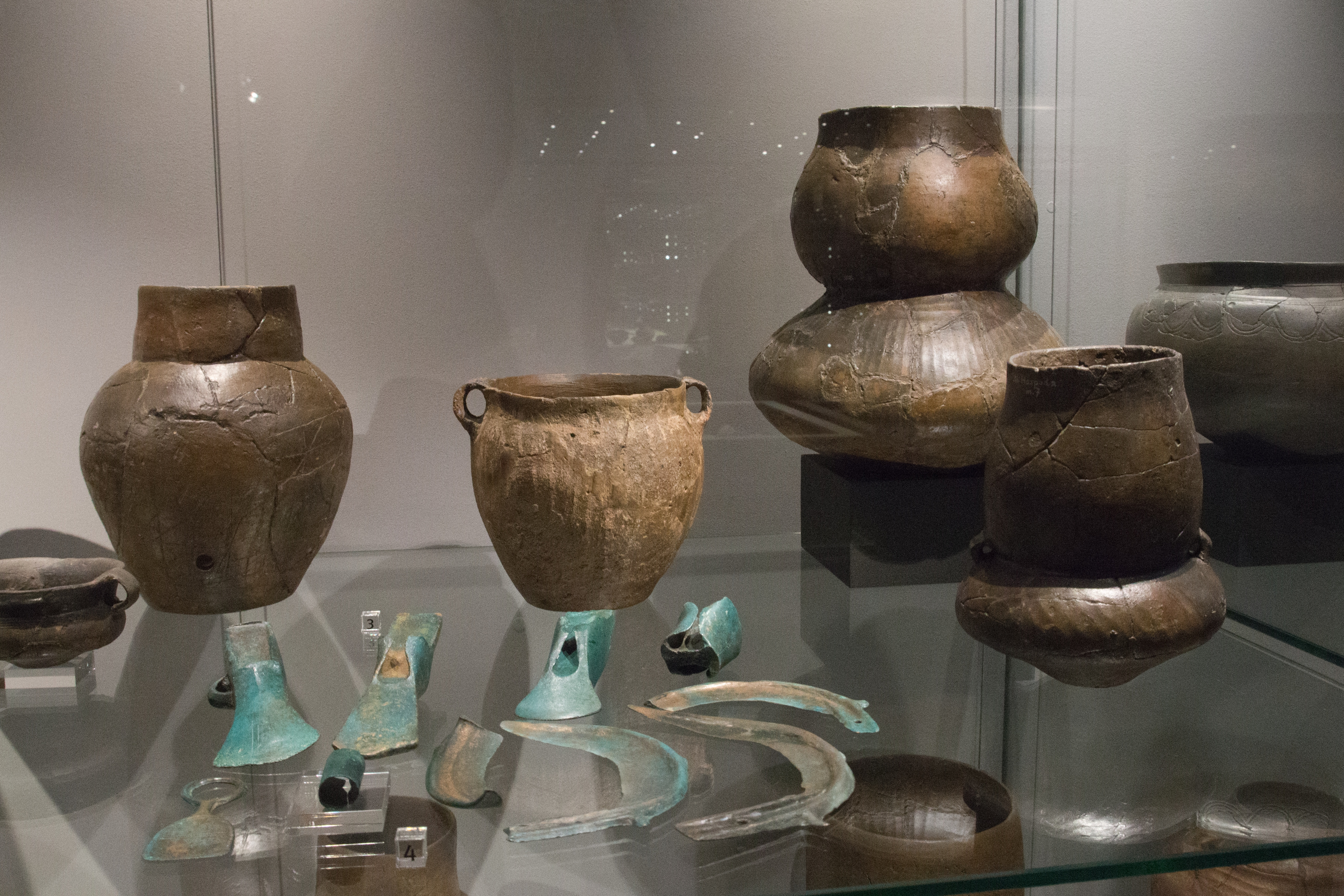
Keramika a bronzové artefakty milavečské kultury uložené v Západočeském muzeu

Milavečská kultura je jednou z mnoha archeologických kultur mladší doby bronzové na území Česka. Chronologicky ji lze zařadit do 12. až 9. století př. n. l. V Čechách je současná s knovízskou a lužickou kulturou, na jižní Moravě pak s kulturou velatickou. Předpokládá se, že se vyvinula z českofalcké mohylové kultury, ale existují také názory, že je totožná s knovízskou kulturou, jejíž artefakty jsou velmi podobné.
Kultura zabírala území dnešního centrálního Plzeňska, část Karlovarska (Tašovice, Jakubov, Radošov), dále Domažlicko (Milavče) a okolí Horšovského Týna. Je pojmenována podle naleziště v Milavčích u Domažlic. Zde se nachází přibližně padesát mohyl o průměru 6–15 m a výšce do 2,5 m. Pro milavečské mohylové pohřbívání je typický žárový ritus, ukládání popela do velkých popelnic zapuštěných pod úroveň okolního terénu a jejich překrytí mohylovým náspem. Kolem centrální popelnice se kladou nádoby a bronzové předměty: jehlice, náramky, meče, dýky, z nástrojů obvykle sekerky. Bronzové výrobky ukazují na značnou dovednost, případně na jistou obchodní organizovanost v krajině s blízkými horskými přechody. Nálezy keramiky, bronzové náčiní a šperky jsou uloženy v domažlickém muzeu. 
Významným jevem této kultury jsou četné depoty (hromadné nálezy) bronzových předmětů, které obsahují především
- náramky,
- nože, srpy, břitvy,
- sekery se středovými laloky,
- dýky s profilovanými hlavicemi,
- meč typu Riegse, původně v dřevěné pochvě,
- bronzové kování pancíře.

Milavečský lid se zabýval především chovem dobytka a zemědělstvím (četné nálezy bronzových obilních srpů). Unikátním nálezem je kultovní vozík z hrobu bojovníka: amforovitá nádoba z bronzu na čtyřkolovém podvozku, průměru 40 cm (dnes uložená ve sbírce Národního muzea). Tento předmět dokládá stoupající význam vozu i okolnost, že kůň se již stává častějším hospodářským zvířetem.